# Max Adventures
Max Adventures è una serie animata thailandese, basata sulla mascotte del marchio di gelati Paddle Pop.

## Trama
La storia segue le avventure di Max, un giovane leone erede al trono del regno dei leoni, che ha perso i suoi genitori quando era piccolo a causa del malvagio stregone Shadow Master, desideroso di ottenere i Cristalli del Leone. Tuttavia, Max viene salvato dal suo tutore, il professore Higganbotton, e da allora il compito del giovane leone è quello di fermare e sconfiggere Shadow Master, insieme a Leena, Twitch, Spike e Kara.

## Stagioni
La serie è divisa, attualmente, in 11 stagioni:
- Magilika (2006)
- Cyberion (2007)
- Pyrata (2008)
- Kombatei (2009)
- Elemagika (2010)
- Begins (2011)
- Inizia 2 (2012)
- Dinoterra (2013)
- Magilika 2 (2014)
- Atlantos (2015)
- Atlantos 2 (2016)

## Personaggi
- Max (Paddle Pop): è un giovane leone, protagonista della serie e il principe del regno dei leoni, figlio unico del re Adisa e della regina Shifa. Max fu portato in salvo in una foresta dal professor Higgabottom, quando Shadow Master attaccò il regno, e venne accudito da una coppia di lontre. In seguito, il leone ha il compito di ritrovare i Cristalli del Leone, insieme a un gruppo di amici, e di sconfiggere Shadow Master.

Doppiatore italiano: Patrizio Prata.
- Leena: è la migliore amica di Max e pilota della nave Phoenix. Come Max è orfana e perse suo padre Lionel in tenera età, durante la grande guerra contro Shadow Master. In seguito, fu accudita dal professor Higgabottom in una città sotterranea nascosta.

Doppiatrice italiana: Emanuela Pacotto
- Professor Higgabottom: è un vecchio e saggio gufo, amico di vecchia data dei genitori di Max. Fu lui a salvare Max da Shadow Master e ad accudire Leena.
- Twitch e Spike: sono i migliori amici di Max. Twitch è un guastafeste camaleonte blu, mentre Spike è un porcospino obeso e poco intelligente.

Doppiatore italiano: Mario Scarabelli.
- Kara: è l'assistente elefante del regno dei leoni e si unisce alla ricerca dei Cristalli insieme a Max.

Doppiatore italiano: Pietro Ubaldi.
- Shadow Master: è un malvagio e potente stregone, che cerca in ogni modo di conquistare il mondo con l'aiuto del suo esercito di creature oscure. Fu lui a conquistare il regno dei leoni e ad uccidere il padre di Max.

Doppiatore italiano: Mario Zucca.

## Curiosità
Nel 2011, a seguito del consolidamento della partnership tra Algida e il parco divertimenti Mirabilandia, viene inaugurato il duelling coaster "Max Adventures Master Thai", tematizzato con strutture e mascotte ispirate alla serie tv. Dalla stagione 2016, l'attrazione viene rinominata semplicemente "Master Thai", mantenendo però i riferimenti alle mascotte.